# UGC 5692
UGC 5692 (o DDO 82) è una galassia nana del tipo spirale magellanica (Sm), situata nella costellazione dell'Orsa Maggiore alla distanza di 13 milioni di anni luce dalla Terra.
La galassia è un componente del Gruppo di M81, uno dei gruppi di galassie più vicini al nostro Gruppo Locale.
Pur essendo classificata Sm come la Grande Nube di Magellano, a causa delle forti perturbazioni indotte dalle interazioni gravitazionali appare più come una galassia irregolare.